# Маринов, Димитр
Маринов Димитр Бонев (14 октября 1846, г. Вылчедрым — 10 января 1940, Рильский монастырь) — болгарский этнограф, основатель и первый директор Болгарского Национального этнографического музея , политический деятель.

## Биография
Димитр Маринов родился 14 октября 1846 года в небольшом городе Вылчедрым.
В 1863 году он стал послушником в Рильском монастыре. С 1867 по 1871 год он учился в Военно-медицинской школе в Константинополе, затем в 1875 году окончил философский факультет в Белграде. В том же году начал работать учителем в городе Лом. Его преподавательская деятельность была прервана революционными событиями 1876 года, когда за сокрытие двух повстанцев его арестовали. Он был осужден с ними и отбывал срок в тюрьме г. Лом, а затем в городах Видине и Русе. Накануне освобождения от 7 февраля 1878 г. он женился на дочери своего учителя К. Пишурка — Виктории.
С 1879 по 1882 избирался депутатом Учредительного собрания, принявшего в Тырново Конституцию, а затем депутатом Великого народного собрания, судьёй в городах Лом, Силистра, Русе, Видин. Затем вернулся к работе в качестве учителя, сначала в среднюю школу Лом в 1883 году, позже стал директором школе для мальчиков в г. Русе.
В 1894 году он стал директором Национальной библиотеки, а затем преподавателем в софийской школа для мальчиков. В 1904 году он был приглашен тогдашним министром образования Иваном Шишмановым принять отдел головного офиса национального этнографического музея в Софии. По инициативе И. Шишманова в 1906 году, этот отдел преобразован в  этнографический музей, директором которого назначен Димитр Маринов. В марте 1908 Д. Маринов вышел на пенсию. В 1921 году, принимает сан и становится аббатом монастыря Святого Ивана Рильского в Чипровци. В 1940 году он умер, оставив после себя большое наследие.
Димитр Маринов внёс существенный вклад в области болгарской этнографии. Его этнографические работы характеризуются универсальностью, полнотой и точностью.